# Pontoclausia
Pontoclausia – rodzaj widłonogów z rodziny Clausiidae. Wprowadzili go w 1959 roku rumuńscy zoolodzy Mihai Băcescu i Francis Dov Por dla nowo opisanego przez siebie gatunku Pontoclausia tomis.

## Podział systematyczny
Do rodzaju należą następujące gatunki:
- Pontoclausia cochleata Lee, Chang & Kim, I.H., 2022
- Pontoclausia pristina Lee, Chang & Kim, I.H., 2022
- Pontoclausia tomis Bacescu & Por, 1959
- Pontoclausia wilsoni (Gooding, 1963)